# JanusGraph
JanusGraph — це розподілена графова база даних із відкритим кодом, яка перебуває під The Linux Foundation. JanusGraph доступний під ліцензією Apache Software License 2.0. Проєкт підтриманий компаніями IBM, Google, Hortonworks.
JanusGraph підтримує різні сховища даних (Apache Cassandra, Apache HBase, Google Cloud Bigtable, Oracle BerkeleyDB). Масштабованість JanusGraph залежить від технологій, які використовуються з JanusGraph. Наприклад, якщо Apache Cassandra використовується як сховище, масштабованість до декількох центрів обробки даних надається з коробки.
JanusGraph підтримує глобальну аналітику графових даних, звіти і ETL за допомогою інтеграції з платформами великих даних (Apache Spark, Apache Giraph, Apache Hadoop).
JanusGraph підтримує гео, числовий діапазон і повнотекстовий пошук через зовнішні сховища індексів (ElasticSearch, Apache Solr, Apache Lucene).
JanusGraph має вбудовану інтеграцію з графовим стеком Apache TinkerPop (Gremlin graph query language [Архівовано 17 вересня 2018 у Wayback Machine.], Gremlin graph server [Архівовано 28 жовтня 2019 у Wayback Machine.], Gremlin applications [Архівовано 28 жовтня 2019 у Wayback Machine.]).

## Історія
JanusGraph — це форк графової бази даних TitanDB [Архівовано 31 липня 2018 у Wayback Machine.], яка розробляється з 2012 року.
- Версія 0.1.0 була випущена 20 квітня 2017 р.[1]
- Версія 0.1.1 була випущена 16 травня 2017 р.[11]
- Версія 0.2.0 була випущена 12 жовтня 2017 р.[12]
- Версія 0.2.1 була випущена 10 липня 2018 р.[13]
- Версія 0.2.2 була випущена 9 жовтня 2018 р.[14]
- Версія 0.2.3 була випущена 21 травня 2019 р.[15]
- Версія 0.3.0 була випущена 31 липня 2018 р.[16]
- Версія 0.3.1 була випущена 2 жовтня 2018 р.[17]
- Версія 0.3.2 була випущена 16 червня 2019 р.[18]
- Версія 0.3.3 була випущена 11 січня 2020 р.[19]
- Версія 0.4.0 була випущена 1 липня 2019 р.[20]
- Версія 0.4.1 була випущена 14 січня 2020 р.[21]
- Версія 0.5.0 була випущена 10 березня 2020 р.[22]
- Версія 0.5.1 була випущена 25 березня 2020 р.[23]
- Версія 0.5.2 була випущена 3 травня 2020 р.[24]
- Версія 0.5.3 була випущена 24 грудня 2020 р.[25]
- Версія 0.6.0 була випущена 3 вересня 2021 р.[26]
- Версія 0.6.1 була випущена 18 січня 2022 р.[2]

## Ліцензування та вклади
JanusGraph доступний під ліцензією Apache Software License 2.0.
Для внеску до проєкту фізична особа або організація повинні підписати ліцензійну угоду для учасників.

## Публікації
- Gabriel Campero Durand, Jingy Ma, Marcus Pinnecke, Gunter Saake: Piecing together large puzzles, efficiently: Towards scalable loading into graph database systems, травень 2018(англ.)
- Hima Karanam, Sumit Neelam, Udit Sharma, Sumit Bhatia, Srikanta Bedathur, L. Venkata Subramaniam, Maria Chang, Achille Fokoue-Nkoutche, Spyros Kotoulas, Bassem Makni, Mariano Rodriguez Muro, Ryan Musa, Michael Witbrock: Scalable Reasoning Infrastructure for Large Scale Knowledge Bases, жовтень 2018(англ.)
- Gabriel Campero Durand, Anusha Janardhana, Marcus Pinnecke, Yusra Shakeel, Jacob Krüger, Thomas Leich, Gunter Saake: Exploring Large Scholarly Networks with Hermes(англ.)
- Gabriel Tanase, Toyotaro Suzumura, Jinho Lee, Chun-Fu (Richard) Chen, Jason Crawford, Hiroki Kanezashi: System G Distributed Graph Database(англ.)
- Bogdan Iancu, Tiberiu Marian Georgescu: Saving Large Semantic Data in Cloud: A Survey of the Main DBaaS Solutions(англ.)
- Jingyi Ma. An Evaluation of the Design Space for Scalable Data Loading into Graph Databases — лютий 2018, с. 39—47.(англ.)